# Jan Zahradníček

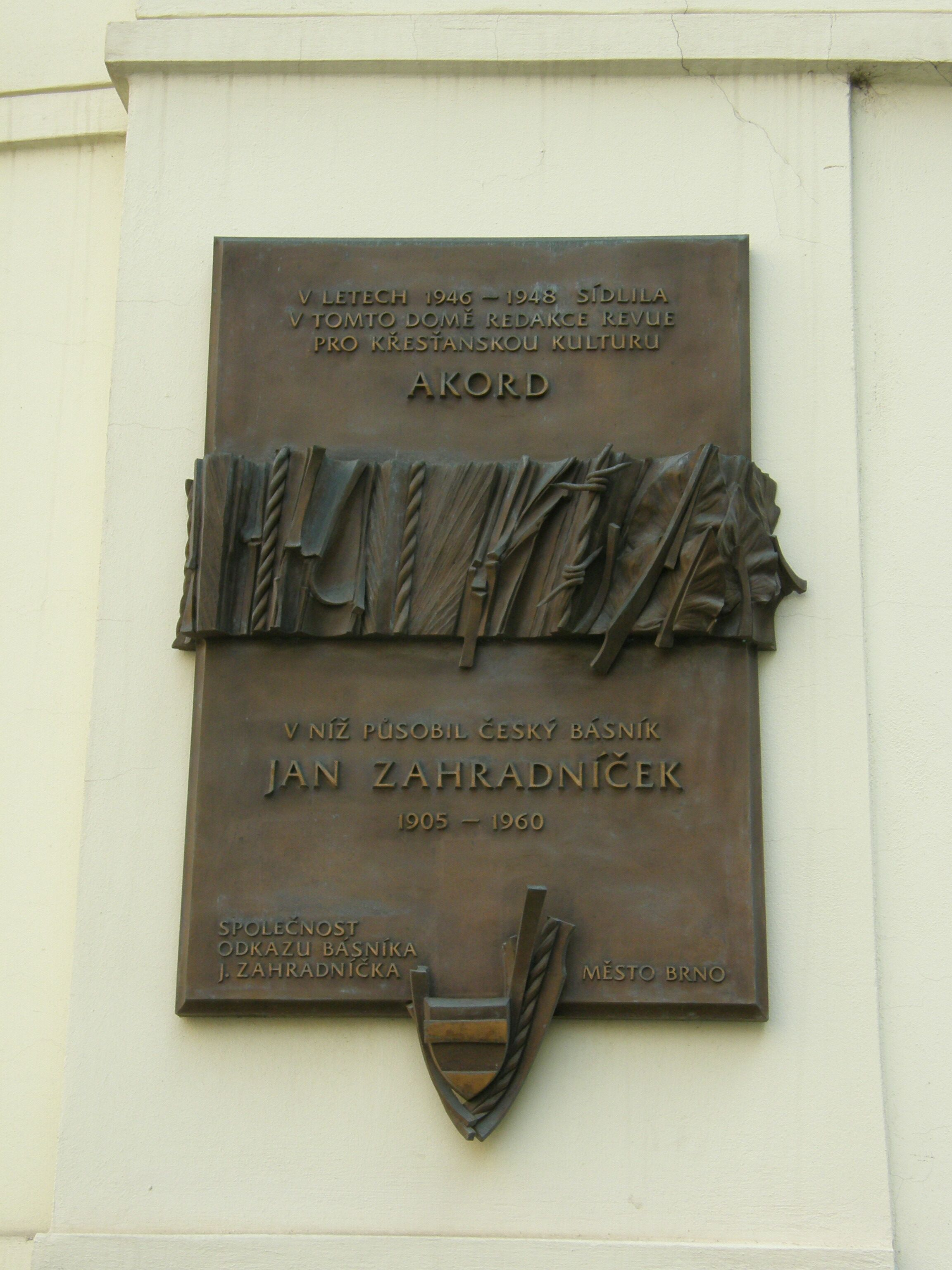
Pamiątkowa tablica w Brnie

Jan Zahradníček (ur. 17 stycznia 1905 w Mastníkach, koło Trebiczy, zm. 10 października 1960 w Vlčatín koło Zdziar nad Sazawą, Czechosłowacja) – czeski poeta i antykomunista.
Studiował literaturę i komparystykę na Uniwersytecie Karola w Pradze. Od 1936 r. mieszkał w Uhřínovie i tam zajmował się przekładami i pisaniem poezji. Od 1940 r. do 1948 r. wydawał w Brnie miesięcznik Akord a od 1945 r. prowadził wydawnictwo Brněnské tiskarny.
W czerwcu 1951 r. aresztowany przez StB i skazany na 13 lat więzienia w procesie intelektualistów katolickich za działalność antysocjalistyczną i „propagowanie najbardziej reakcyjnych poglądów Watykanu”. Ojciec czwórki dzieci. Podczas uwięzienia w 1956 r. jego dwie córki śmiertelnie zatruły się grzybami. Zmarł wkrótce po uwolnieniu z więzienia.
W 1991 roku został pośmiertnie odznaczony Orderem Tomáša Garrigue Masaryka II klasy.

## Publikacje
- 1930 − Kuszenie śmierci
- 1931 − Powrót
- 1933 − Żurawie
- 1935 − Spragnione lato
- 1937 − Powitanie Słońca
- 1940 − Transparenty
- 1945 − Pod biczem miłości
- 1945 − Psalm z roku 42
- 1946 − Święty Wacław
- 1946 − Stary kraj
- 1947 − La Saletta
- 1949 − Chusta Weroniki
- 1951 − Znaki mocy

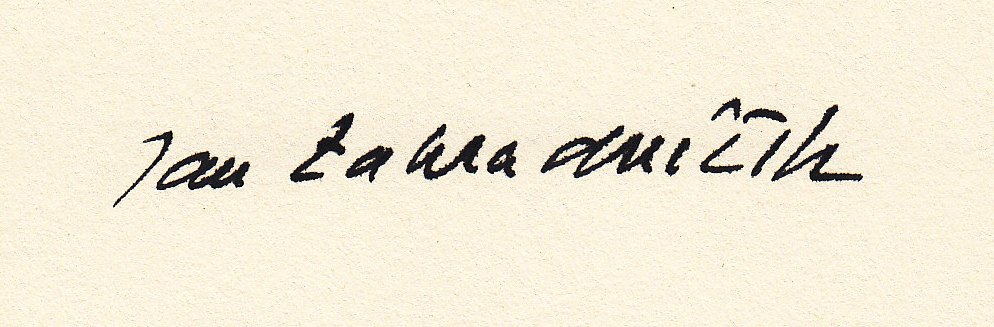
Jan Zahradníček's signature

- 1969 − Cztery lata (wydane w Kanadzie)
- 1970 − Dom strachu (wydane w Kanadzie)